# 卡庫索
09°25′00″S 15°45′00″E / 9.41667°S 15.75000°E
卡庫索（葡萄牙語：Cacuso），是安哥拉的城鎮，位於該國北部，由馬蘭哲省負責管轄，南鄰穆森代，面積6,859平方公里，2006年該城鎮人口100,577，人口密度每平方公里15人。